# Xavier Scruggs
Pour les articles homonymes, voir Scruggs.
Xavier Ladel Scruggs (né le 23 septembre 1987 à Diamond Bar, Californie, États-Unis) est un joueur de premier but ayant évolué dans la Ligue majeure de baseball de 2014 à 2016 pour les Cardinals de Saint-Louis et les Marlins de Miami.

## Carrière
Joueur à l'école secondaire, Xavier Scruggs est repêché au 50e tour de sélection par les Mariners de Seattle en 2005 mais il ne signe pas de contrat avec le club et rejoint les Rebels de l'université du Nevada de Las Vegas. En 2008, il signe chez les Cardinals de Saint-Louis, qui le repêchent au 19e tour.
Scruggs fait ses débuts dans le baseball majeur avec Saint-Louis le 4 septembre 2014 contre les Brewers de Milwaukee. En 26 matchs joués en deux saisons pour les Cardinals, il compte 9 points produits, 14 coups sûrs et affiche une moyenne au bâton de ,246.
Il signe un contrat des ligues mineures avec les Marlins de Miami le 24 novembre 2015.